# 15美少女漂流記
《15美少女漂流記》為成人遊戲月刊雜誌《BugBug》所連載中的作品，之後以此為藍本而擴大製作並且在2009年8月3日開始發售的成人動畫。

## 概要
本作品是BugBug15周年BIG的企劃案、從BugBug2008年2月號開始小説的連載，後來成為跨媒體製作。
至2011年為止，BugBug上有連載小説和漫畫，並且附贈兩張屬於非賣品的廣播劇CD。2009年8月發售OVA版本並且已經發行到第三集，小説版則是從2009年4月號，將標題改為「15美少女漂流記H」。另外BugBug本誌中2010年2月号的漫画版在2011年6月号時連載結束。
本作與儒勒·凡爾納的小說『十五少年漂流記』以及1992年日本電影『喜多郎の十五少女漂流記』沒有關連。

## 故事大綱
白石數馬在畢業旅行中，因為船遇到風暴而沉沒並且漂流到無人島上。數馬遇到同樣漂流到島上青梅竹馬的朋友：琴子、也遇到搭同艘船的同學：早織、船上乘客：艾絲普蕾索和叫作萌萌的中國女孩。然後有一天、數馬在海邊撿到一台攝影機後，決定開始了對其他女孩的拍攝工作.....。

## 登場人物
白石 數馬（しらいし かずま）
声 - 鸟海浩辅（廣播劇）/ほうでん亭ブリスケ（OVA）
荒木学園2年1組的學生。身高170cm、體格中等，比起讀書更擅於運動。是只要一有煩惱就會直接行動開拓道路的類型。雖然很好色，但不知為何不會對琴子出手。

### 廣播劇第1彈與OVA第1集登場角色
四谷 琴子（よつや ことこ）
声 - 安玖深音
12月28日生（魔羯座）
血型 A型
三圍 - B82/W55/H81（cm）
數馬的青梅竹馬和同學。在学校中，有著屈指可數的可愛容貌、從小時候就緊緊跟著數馬在一起。對於數馬在日常生活中一直展開攻勢。
麻生 早織（あそう さおり）
声 - 風音
2月3日生（水瓶座）
血型 B型
三圍 - B80/W54/H79（cm）
數馬和琴子的同學和朋友。屬於田徑隊。做任何事都喜歡比別人快而且不喜歡認輸。雖然能輕易說出下流的話題，但太過露骨則會相當厭惡。老家為蔬菜店
艾絲普蕾索・薩巴提尼
声 - 青山由香里
3月3日生（雙魚座）
血型 B型
三圍 - B84/W59/H85（cm）
在客船的派對中遇難的大小姐。父親是黑道老大，因此讓她被養成不容許別人違逆她的傲嬌性格，但實際上是M屬性
李 萌萌（り もんもん）
声 - 海原艾利娜
4月2日生（牡羊座）
血型 A型
三圍 - B83/W56/H82（cm）
做著買賣古董生意的商人。在坐船休連續假期時而遇難。因為是個商人，所以相當愛錢而且只要價錢合理也會一起幫忙。

### 廣播劇第2彈與OVA第2集登場角色
七梓（ナナシ）
声 - 北都南
5月2日生（金牛座）
血型 G型(GOD型)
三圍 - B78/W54/H76（cm）
有著犬耳和尾巴的島上的當地神明，但她卻不太有神明的力量。喜歡漂來島上的漫畫和遊戲而且從中學到關於人類的知識。
千葉 船子（ちば ふなこ）
声 - 川島梨乃
6月3日生（雙子座）
血型 AB型
三圍 - B88/W58/H87（cm）
數馬的同學。有著跟誰都合不來的一匹狼性格，是名擁有『木刀船子』綽號的不良少女。喜歡動物。
佐竹 光（さたけ ひかり）
声 - 五行薺
8月2日生（獅子座）
血型 A型
三圍 - B79/W55/H79（cm）
數馬的同學。被數馬稱為『光亮的一方』的雙胞胎姐姐。
佐竹 影子（さたけ かげこ）
声 - 佐佐留美子
8月2日生（獅子座）
血型 A型
三圍 - B79/W55/H79（cm）
數馬的同學。被數馬稱為『黑暗的一方』的雙胞胎妹妹。
名護 野菊（なご のぎく）
声 - 牧泉美
9月3日生（處女座）
血型 A型
三圍 - B92/W59/H90（cm）
數馬們的班導師。教的是国語。是個膽小的愛哭鬼。

### 廣播劇第3彈與OVA第3集登場角色
賽普提姆
7月3日生（巨蟹座）
血型 Oil
三圍 - B85/W56/H84（cm）
客船上搭載的救護仿生人。因為才剛製造出來，所以相當缺乏一般的常識。雖然救護功能沒有事，但因為有浸到水，而無法使用通訊功能。
真田 英麻（さなだ えま）
10月3日生（天秤座）
血型 AB型
三圍 - B81/W55/H80（cm）
喜歡生物和科學並且有著旺盛好奇心的同學。喜歡實驗並且常有調製藥水而引起巨大騷動的事情。
矢車 操（やぐるま みさお）
11月1日生（天蠍座）
血型 O型
三圍 - B84/W57/H83（cm）
比一馬大一歲的學生會長。在聽到遇難消息後、開著自己的船前來救助，結果船也沉沒而成為二次遇難者。對於自己的行動會認為是絕對的正義並且把週遭的人都當成部下一般。
高崎 榛名（たかさき はるな）
12月3日生（射手座）
血型 A型
三圍 - B69/W50/H68（cm）
客船乘客。父親已經過世、叫數馬為『父親』。
高崎 望（たかさき のぞみ）
12月29日生（魔羯座）
血型 A型
三圍 - B86/W59/H84（cm）
客船乘客和榛名的母親。與丈夫死別。職業為模特兒。是位遇上好男人就會先和他上床的類型。
女王
2月3日生（水瓶座）
血型 Oil
三圍 - B86/W55/H85（cm）
比賽普提姆更新型的試驗型救護仿生人。因為有安樂死的機能、讓她就像是死神一樣、讓人安樂死到滿足則是她的最終手段。

## OVA
第1集『15美少女漂流記OVA』在2009年8月3日發售。第2集『15美少女漂流記OVA 〜心跳蹦蹦後宮編〜』在2010年8月3日發售。第3集『15美少女漂流記OVA ～在南島中哇²♥徹底愛愛編～』在2011年5月2日發售。

### 主題歌
片頭曲「Love Island」
作詞：神代あみ、作曲・編曲：椎名俊介、歌：榊原由依
片尾曲「chance」
作詞：中山マミ、作曲・編曲：井ノ原智、歌：榊原由依

### 工作人員
- 原作：BugBug
- 角色＆世界觀原案：タカヒロ
- 角色原案：黑田和也
- 動畫角色設定：亞木茜
- 動畫製作：ティーレックス
- 劇本：関町台風
- 監督：雷火劍

## 漫畫
由西崎えいむ作畫的成人漫畫並且在2013年8月12日由Magazine Magazine（マガジン・マガジン）出版發售，共一冊全10話並附贈OVA。

## CD
- 『15美少女漂流記 特別廣播劇CD』
  - 附贈在BugBug2008年9月號
  - 附贈在BugBug2009年10月號
  - 附贈在BugBug2011年2月号

## 外部連結
- 15美少女漂流記OVA官網 （日語）
- 15美少女漂流記OVA ～心跳蹦蹦★後宮編～官網 （日語）
- 15美少女漂流記OVA ～在南島中哇²♥徹底愛愛編～官網 （日語）